# Csün-ce
A csün-ce (junzi) 君子 (magyar fordításban általában: „nemes ember”) Konfuciusz által ideálisnak tekintett személy, aki számos erény mellett mindenekfölött az emberséggel (zsen (ren) 仁) rendelkezik.

## Etimológiája
A csün (jun) 君 jelentése a korai Csou (Zhou)-korban: „úr”, „uralkodó”, „fejedelem”, később: „herceg”, „vezető (arisztokrata)”; a ce (zi) 子 pedig „fiú”, „fiúgyermek”, „mester”. A csün-ce (junzi) eredetileg az uralkodó fiának címe volt.

## Konfuciánus ideálként
A „nemes ember” csün-ce (junzi) kifejezést Konfuciusz a szó korábbi vérségi és társadalmi jelentésével (‘arisztokrata származású személy fia’) szemben erénytani értelemben használja. Érdekes, hogy az eredeti, ‘társadalmi pozíció’ értelmű csün-ce (junzi) egyik tulajdonsága korábban is az emberség, emberségesség zsen (ren) volt, bár akkor ez utóbbi szó még a ‘férfias, vitézi bátorsággal rendelkező, nemes kinézetű’ jelentéssel bírt. Ezzel szemben létezik a „kis embert”, vagy „kisszerű embert” (hsziao-zsen (xiaoren) 小人),  aki erényeiben alacsonyrendű, és a fenti tulajdonságokat nélkülözi.

„A mester mondotta: »A nemes ember az igazságossághoz ért jól, a kis ember pedig a haszonleséshez (li 利).«”

vagy:

„Konfuciusz mondotta: »A nemes ember három dolgot tisztel. Tiszteli az égi elrendelést (tien-ming (tianming) 天命), tiszteli a nagy embereket és tiszteli a szent emberek szavait. A közönséges ember nem ismeri az égi elrendelést, tehát nem is tiszteli, tiszteletlen a nagy emberekkel szemben, és gúnyt űz a szentek szavaiból.«”

A csün-ce (junzi) által gyakorolt konfuciánus erények: emberség (zsen (ren) 仁), méltányosság vagy igazságosság (ji (yi) 義), szertartásosság (li 禮), szülőtisztelet (hsziao (xiao) 孝), kötelességtudás vagy lojalitás (csung (zhong) 忠), kölcsönösség (su (shu) 恕). Egy másik összefüggésben – Mengzi nyomán – négy alapvető erényről : az emberségességről, a méltányosságról, a szertartásosságról és a bölcsességről (cse (zhi) 智) beszélnek. Mindezen erények az egyéni adottságok és a gondolkodás szűrőjén keresztül interiorizált tanulással sajátíthatók el, hogy végül az úton járó a tanulás folyamán nemes emberré váljék. Ez a folyamatos figyelmet igénylő önművelés vagy öntökéletesítés azonban nem pusztán az adott ember érdekét szolgálja, hanem a körülötte élő családot, a kortársakat, az állam lakóit mintegy spontán módon valamilyen mértékű benső átalakulásra készteti, így a hagyományt magában felépítő, megtestesítő, az önnevelésben példát mutató személy hatása messze túlnyúlik önmaga határain. Az egyes embernek első lépésként önmagát kell átalakítania, és ezáltal lesz képes valódi hatást gyakorolni a világra. Erre a folyamatra értelemszerűen Konfuciusz maga a legjobb példa.
Konfuciusz olyankor beszélt „szent ember”-ről (seng-zsen (shengren) 聖人), ha egy nemes ember (csün-ce (junzi)) abba a helyzetbe kerül, hogy nagyobb tömegek számára képes segítséget nyújtani a tökéletesedés folyamatában, ezért ebbe a kategóriába Konfuciusz lényegében a mitikus uralkodókat (Jao (Yao), Sun (Shun)) sorolta (Beszélgetések és mondások: VI.28, VII.25). Habár az utókor Konfuciuszt megtisztelte a „Legnagyobb Bölcs” (cse-seng (zhisheng) 至聖) titulussal, ő saját magát soha nem nevezte szentnek, sőt még emberségesnek sem.

## Egyéb filozófiai irányzatokban
A nemes ember (csün-ce (junzi)) jelentése Mo-ce (Mozi)nél: olyan tudással bíró vezető, aki a megfelelő belátást gyakorlati cselekvésre fordítja.